# UAE Arabian Gulf League 2013/14
Die Saison 2013/14 der UAE Arabian Gulf League ist die 40. Spielzeit im Männerfußball. Sie begann am 14. September 2013 und endete am 3. Mai 2014. Die Saison wurde durch keine Winterpause unterbrochen.
Die drei bestplatzierten Teams und der UAE-President’s-Cup-Sieger sind für die Teilnahme an der AFC Champions League qualifiziert. Platz 13 und 14 steigen ab.

## Statistiken

### Tabelle
| Pl.                       | Verein             | Sp. | S  | U  | N  | Tore    | Diff. | Punkte |
| ------------------------- | ------------------ | --- | -- | -- | -- | ------- | ----- | ------ |
| 1.                        | Al-Ahli (P)        | 26  | 20 | 4  | 2  | 056:280 | +28   | 64     |
| 2.                        | Al Wahda           | 26  | 13 | 9  | 4  | 053:330 | +20   | 48     |
| 3.                        | Al-Jazira Club     | 26  | 12 | 9  | 5  | 046:350 | +11   | 45     |
| 4.                        | Al Shabab Al Arabi | 26  | 13 | 5  | 8  | 042:280 | +14   | 44     |
| 5.                        | Al Nasr SC         | 26  | 13 | 5  | 8  | 043:320 | +11   | 44     |
| 6.                        | Al Ain Club (M)    | 26  | 12 | 7  | 7  | 052:330 | +19   | 43     |
| 7.                        | Sharjah FC (N)     | 26  | 10 | 10 | 6  | 029:250 | +4    | 40     |
| 8.                        | Al-Dhafra          | 26  | 9  | 8  | 9  | 044:450 | −1    | 35     |
| 9.                        | Baniyas SC         | 26  | 8  | 7  | 11 | 043:420 | +1    | 31     |
| 10.                       | Adschman Club      | 26  | 7  | 7  | 12 | 039:460 | −7    | 28     |
| 11.                       | Emirates Club (N)  | 26  | 6  | 7  | 13 | 040:530 | −13   | 25     |
| 12.                       | Al Wasl            | 26  | 7  | 4  | 15 | 032:470 | −15   | 25     |
| 13.                       | Dubai Club         | 26  | 3  | 6  | 17 | 024:630 | −39   | 15     |
| 14.                       | Al Sha'ab          | 26  | 3  | 4  | 19 | 028:610 | −33   | 13     |
| Stand: Saisonende 2013/14 |                    |     |    |    |    |         |       |        |

| Zum Saisonende 2013/14: |                                                          |
|                         |                                                          |
|                         | Meister und Teilnahme an der AFC Champions League 2015   |
|                         | Teilnahme an der AFC Champions League 2015               |
|                         | Abstieg                                                  |
| (M)                     | Amtierender Meister: Al Ain Club                         |
| (P)                     | Amtierender Pokalsieger: Al-Ahli                         |
| (N)                     | Aufsteiger der letzten Saison: Sharjah FC, Emirates Club |

## Spieler-Statistiken

### Torschützen und Vorlagengeber
Bei gleicher Anzahl von Treffern, Vorlagen oder Scorern sind die Spieler alphabetisch geordnet.
| Pl.               | Spieler              | Mannschaft    | Tore |
| ----------------- | -------------------- | ------------- | ---- |
| 01.               | Asamoah Gyan         | al Ain Club   | 29   |
| 02.               | Sebastián Tagliabué  | al-Wahda      | 28   |
| 03.               | Makethe Diop         | al-Dhafra     | 22   |
| 04.               | Grafite              | al-Ahli       | 19   |
| 05.               | Ibrahima Toure       | al-Nasr       | 16   |
| 06.               | Edgar Bruno da Silva | al-Shabab     | 15   |
| 07.               | Carlos Muñoz         | Baniyas SC    | 14   |
| 07.               | Germán Herrera       | Emirates Club | 14   |
| 09.               | Boris Kabi           | Adschman Club | 13   |
| 010.              | Ciel                 | al-Ahli       | 11   |
| Stand: Saisonende |                      |               |      |

| Pl.                      | Spieler           | Mannschaft     | Vorlagen |
| ------------------------ | ----------------- | -------------- | -------- |
| 1.                       | Omar Abdulrahman  | al Ain Club    | 16       |
| 2.                       | Abdelaziz Barrada | al-Jazira Club | 10       |
| 2.                       | Ciel              | al-Ahli        | 10       |
| 4.                       | Rodrigo Souza     | Emirates Club  | 9        |
| 5.                       | Simon Feindouno   | Adschman Club  | 8        |
| 6.                       | Damian Díaz       | al-Wahda       | 7        |
| 6.                       | Mahmoud Khamis    | al-Nasr        | 7        |
| 6.                       | Ismail Matar      | al-Wahda       | 7        |
| Quelle: de.soccerway.com |                   |                |          |

### Scorer
| Pl.                      | Spieler              | Mannschaft     | Tore | Vorlagen | Scorer |
| ------------------------ | -------------------- | -------------- | ---- | -------- | ------ |
| 1.                       | Asamoah Gyan         | al-Ain Club    | 29   | 1        | 30     |
| 1.                       | Sebastián Tagliabué  | al-Wahda       | 28   | 2        | 30     |
| 3.                       | Grafite              | al-Ahli        | 19   | 5        | 24     |
| 4.                       | Makethe Diop         | al-Dhafra      | 22   | 1        | 23     |
| 5.                       | Ciel                 | al-Ahli        | 11   | 10       | 21     |
| 6.                       | Abdelaziz Barrada    | al-Jazira Club | 10   | 10       | 20     |
| 7.                       | Edgar Bruno da Silva | al-Shabab      | 15   | 4        | 19     |
| 8.                       | Omar Abdulrahman     | al-Ain Club    | 1    | 16       | 17     |
| 8.                       | Damian Díaz          | al-Wahda       | 10   | 7        | 17     |
| 8.                       | Simon Feindouno      | Adschman Club  | 9    | 8        | 17     |
| Quelle: de.soccerway.com |                      |                |      |          |        |

## Spielstätten
| Verein         | Stadion                     | Kapazität |                    | Verein                  | Stadion | Kapazität |
| Al Ahli        | Al-Rashid Stadium           | 18.000    | Al Shabab Al Arabi | Al-Maktoum Stadium      | 10.241  |           |
| Al-Jazira Club | Hazza Bin Zayed Stadium     | 40.479    | Sharjah FC         | Sharjah Stadium         | 12.000  |           |
| Al Nasr SC     | Al-Maktoum Stadium          | 10.241    | Al Wahda           | Al-Nahyan Stadium       | 12.000  |           |
| Al-Dhafra      | Al Dhafra Stadium           | 12.000    | Al Ain Club        | Hazza Bin Zayed Stadium | 25.000  |           |
| Baniyas SC     | Baniyas Stadium             | 9.570     | Al Wasl            | Zabeel Stadium          | 18.000  |           |
| Adschman Club  | Adschman Stadium            | 10.000    | Emirates Club      | Emirates Club Stadium   | 3.000   |           |
| Al Sha'ab      | Khalid Bin Mohammed Stadium | 10.000    | Dubai Club         | Dubai Club Stadium      | 4.400   |           |